# Gemengelage
Gemengelage steht ursprünglich in der Landwirtschaft für die Zerstreuung einzelner Ackergrundstücke eines Besitzers über die gesamte Feldmark. Das Wort wird auch im allgemeinen Sprachgebrauch für eine unübersichtliche Situation verwendet, etwa für widersprüchliche Interessen und Absichten unterschiedlicher Akteure.

## Landwirtschaft
Die Gemengelage war kennzeichnend für die feudale Landwirtschaft, insbesondere in den südwestdeutschen Realteilungsgebieten. Sie ermöglichte zwar die Verteilung unterschiedlich ertragreicher Böden innerhalb einer Feldmark, hinderte aufgrund des mit ihr verbundenen Flurzwanges und der Nutzungsberechtigungen aber die wirtschaftliche Entwicklung und wurde durch die Agrargesetzgebung Ende des 19. Jahrhunderts beseitigt. Im 20. Jahrhundert wurde durch Flurbereinigung der land- und forstwirtschaftliche Grundbesitz in der Bundesrepublik Deutschland neu geordnet, in der DDR entstanden durch Kollektivierung die Landwirtschaftlichen Produktionsgenossenschaften (LPGs).

## Immissionsschutzrecht
In Abschnitt 6.7 der TA Lärm wird als Gemengelage ein Aneinandergrenzen von gewerblich, industriell oder hinsichtlich ihrer Geräuschauswirkungen vergleichbar genutzter und zum Wohnen dienender Gebiete bezeichnet. Für die jeweils einzuhaltenden Immissionsrichtwerte ist die konkrete Schutzwürdigkeit des betroffenen Gebietes maßgeblich. Der für die zum Wohnen dienenden Gebiete geltende Immissionsrichtwert kann auf einen geeigneten Zwischenwert der für die aneinandergrenzenden Gebietskategorien geltenden Werte erhöht werden. Für Gebiete mit diffuser Bebauung sind hingegen die Richtwerte für Mischgebiete maßgeblich.
Bei der Konfliktbewältigung im Wege der Bauleitplanung ist der Trennungsgrundsatz aus § 50 BImschG zu beachten.